# Hünenberg ZG
| ZG ist das Kürzel für den Kanton Zug in der Schweiz. Es wird verwendet, um Verwechslungen mit anderen Einträgen des Namens Hünenberg zu vermeiden. |

Hünenberg ist eine politische Gemeinde des Kantons Zug in der Schweiz.

## Geographie
Hünenberg liegt eingebettet in die voralpine Landschaft zwischen dem Zugersee und der Reuss. Im Westen grenzt Hünenberg an die Gemeinden Dietwil, Oberrüti, Sins, Mühlau und Merenschwand im Kanton Aargau, im Norden an die Gemeinden Obfelden und Maschwanden im Kanton Zürich, im Osten an Cham und im Süden an Risch im Kanton Zug. Ein Dreikantonseck zu den Kantonen Aargau und Zürich findet sich an der Mündung der Lorze in die Reuss ().
Der höchste Punkt der Gemeinde befindet sich im Chnodenwald auf 495 m ü. M., der tiefste beim Reussspitz auf 388 m ü. M.

## Geschichte

### Mittelalter
1173 wurde der Name «Hünenberg» mit Walter (Waltherus) von Hunberg erstmals aktenkundig. Im 13. und vor allem in der ersten Hälfte des 14. Jahrhunderts entwickelte sich das Rittergeschlecht Hünenberg zum bedeutendsten Ministerialadel des Kantons Zug mit Besitzungen und Lehen nicht nur auf Zuger Boden, sondern auch im Luzernischen, im Aargau und am Zürichsee. Ihre Stammburg errichteten die Edlen von Hünenberg auf einem Vorgängerbau im Burgwald am südwestlichen Dorfeingang.
1388 suchte ein habsburgischer Vergeltungsraubzug das Gebiet von Hünenberg und Umgebung heim. Gehöfte wurden geplündert und gingen in Flammen auf. Die Zuger unter ihrem Ammann Hans von Hospental wollten den Habsburgern das Raubgut wieder abnehmen. Es kam zum missglückten Gefecht an der Totenhalde am Heiligabend des Jahres 1388, wo 42 Zuger starben, darunter auch Hünenberger und der Anführer Hans von Hospental.

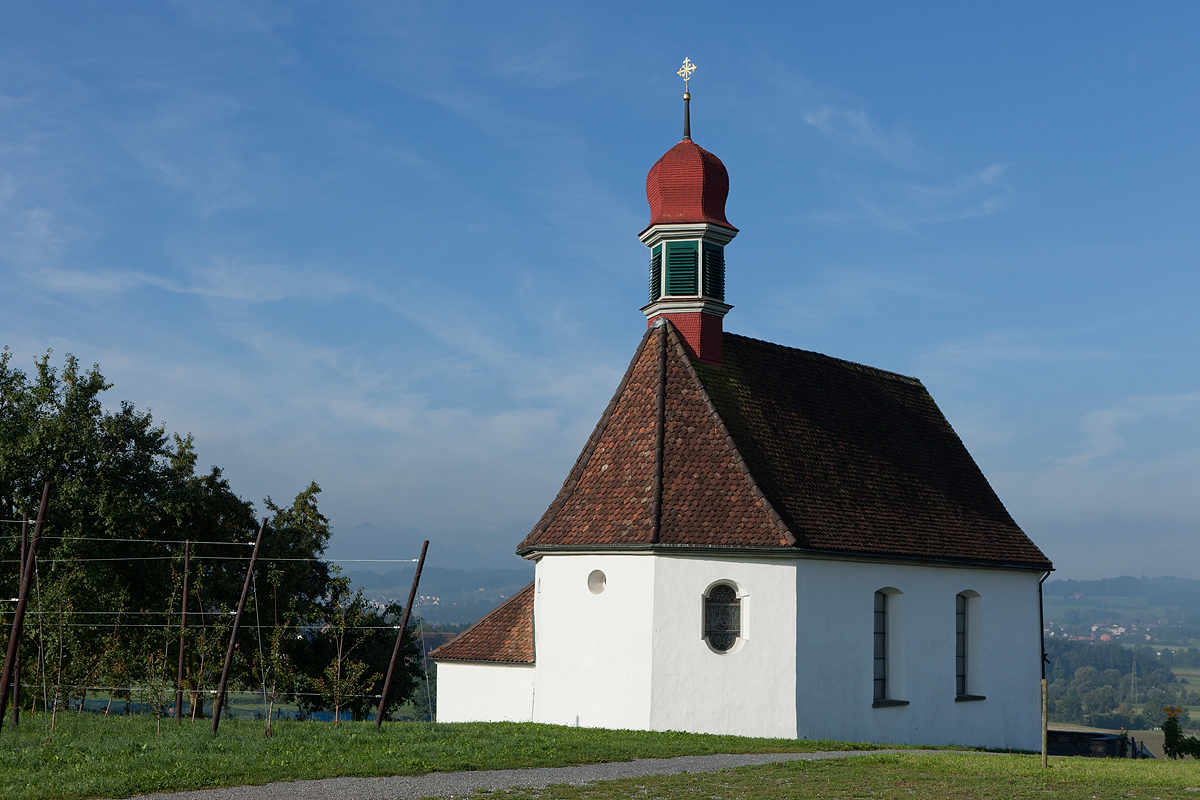
Weinrebenkapelle

1402 wurde Ritter Göpf II. als letzter Bewohner der Burg Hünenberg genannt. Bald darauf muss er diese verlassen haben. Am 17. Januar 1414 verkaufte Junker Hartmann VIII. von Bremgarten Burgstall, Land, Wald und Recht an die Gebrüder Jenni, Uli und Heini Bütler sowie an deren Vetter Welti Bütler aus der Stadelmatt. 1416 erfolgte ein weiterer Verkauf von Besitzungen Hartmanns und Götz’ II. an 50 Hünenberger Bauern. Diese Stammväter der Gemeinde Hünenberg bezeichnet man somit als «Genossen». Sie schlossen am Sebastianstag mit der Stadt Zug einen Burgrechtsvertrag ab, der bis zur Französischen Revolution die Hauptgrundlage des politischen Gemeindelebens blieb. Die «Genossen» anerkannten die Zuger als ihre Herren unter Beibehaltung der bisherigen Freiheiten, Rechte und Gewohnheiten, hatten aber auch das Recht, einen selbst erwählten Zuger Bürger als Obervogt zu erbitten. Gemeinsam mit ihm bestimmten sie die Geschicke der Gemeinde. Hünenberg war daher eine bevorzugte Vogtei der Stadt Zug. Später in Hünenberg Wohnsitz Nehmende bezeichnete man als Beisassen, die kein Stimm- und Wahlrecht besassen. Diese Ordnung galt bis 1798.

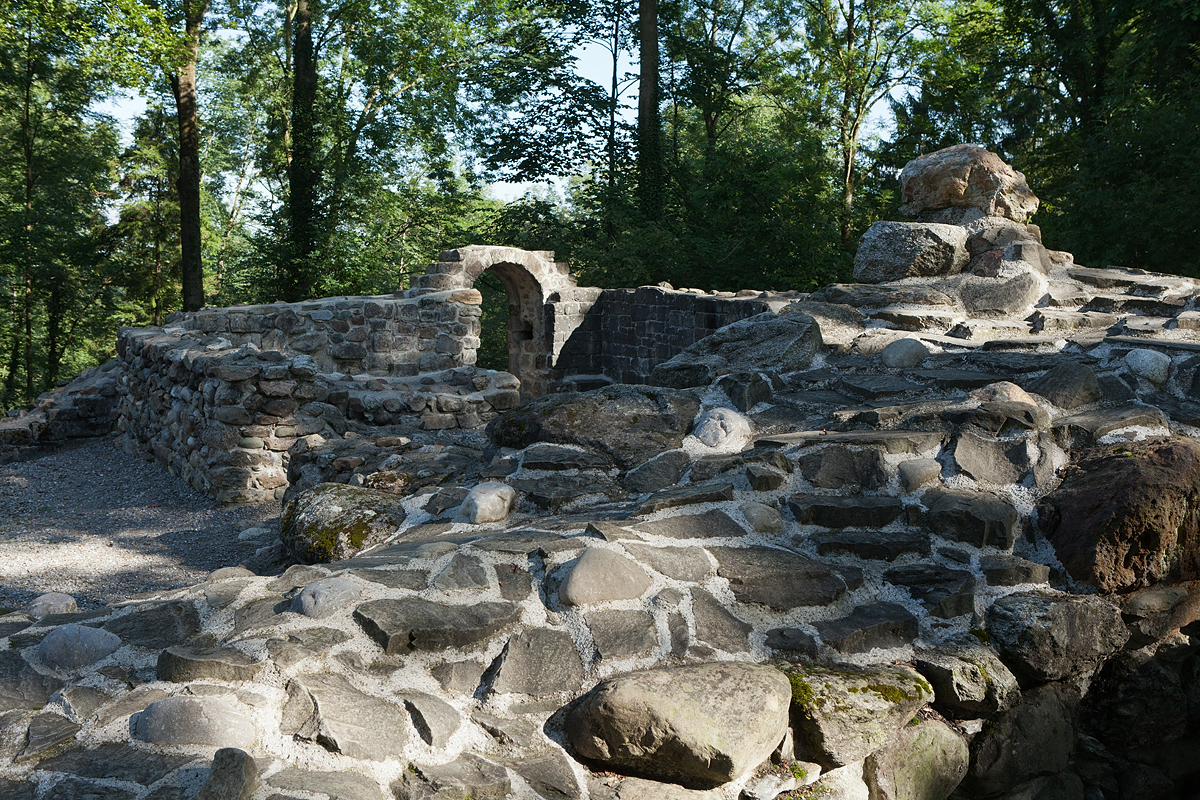
Burgruine Hünenberg

1475 wurde die vom süddeutschen Baumeister Hans Felder im Auftrag der Stadt Zug erbaute Kirche St. Wolfgang vom Konstanzer Bischofsvikar Zehnder geweiht. St. Wolfgang entwickelte sich zu einem viel besuchten Wallfahrts- und Pilgerort. 1495 entstanden in St. Wolfgang am viel begangenen Handelsweg von Luzern nach Zürich zwei Herbergen; auf eine geht das heutige «Rössli» zurück.

### Neuzeit

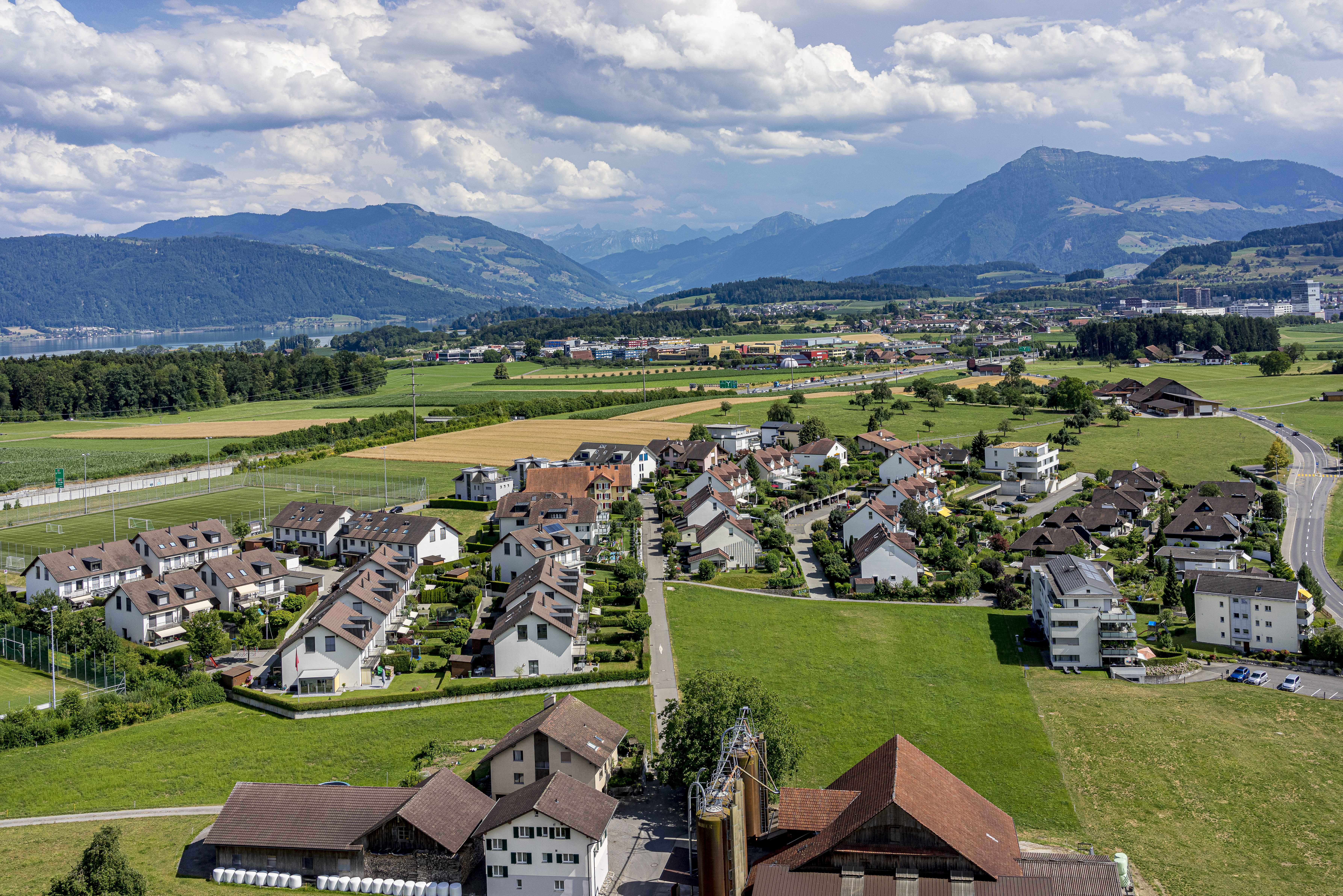
Wohngebiet „Rigi- & Heinrichstrasse“

1694 wurde der älteste Verein der Gemeinde Hünenberg, die Hünenberger Schützengesellschaft, gegründet.
Am 11. Februar 1798 gewährte die Stadt Zug ihren Vogteien, somit auch Hünenberg, die Freiheit. Am 29. April raubten die einfallenden Franzosen die Wart aus. Das Silbergeschirr und verschiedene Dokumente gingen verloren. Darauf folgte bis 1801 die Besetzung durch französische Soldaten. Allein in den Gemeinden Cham und Hünenberg waren 23'744 Mann und mehr als 3'000 Pferde einquartiert. Gemäss der Helvetischen Verfassung gingen die neuen politischen Gemeinden aus den Kirchgemeinden hervor. Aus diesem Grund bildeten Cham und Hünenberg eine gemeinsame Munizipalität.

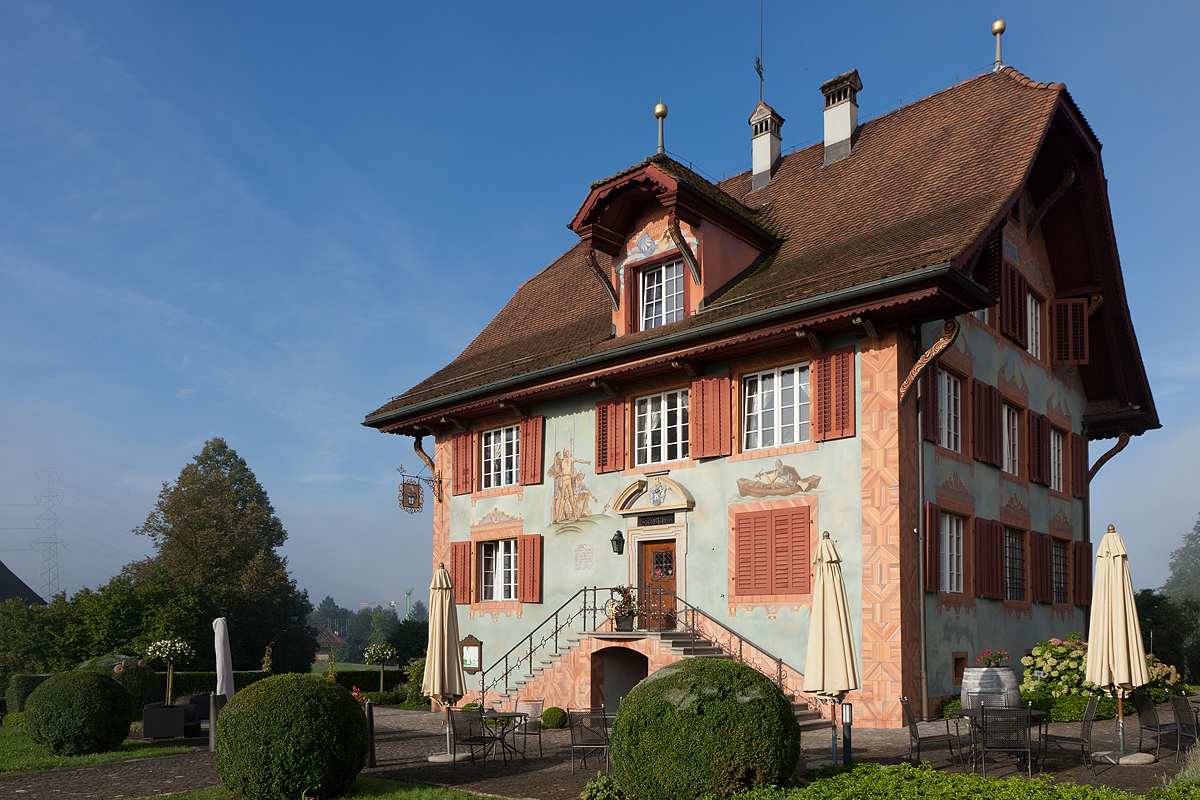
Restaurant Wart

Am 1. April 1799 entschied sich Hünenberg in einer Abstimmung mit grosser Mehrheit für die Trennung von Cham. Franz Basil Gretener wurde der erste Gemeindepräsident der von nun an selbstständigen Gemeinde Hünenberg. 1874 entstand die Einwohnergemeinde Hünenberg. 1896 wurde im Gasthaus «Degen» die erste Telefonsprechanlage Hünenbergs installiert.

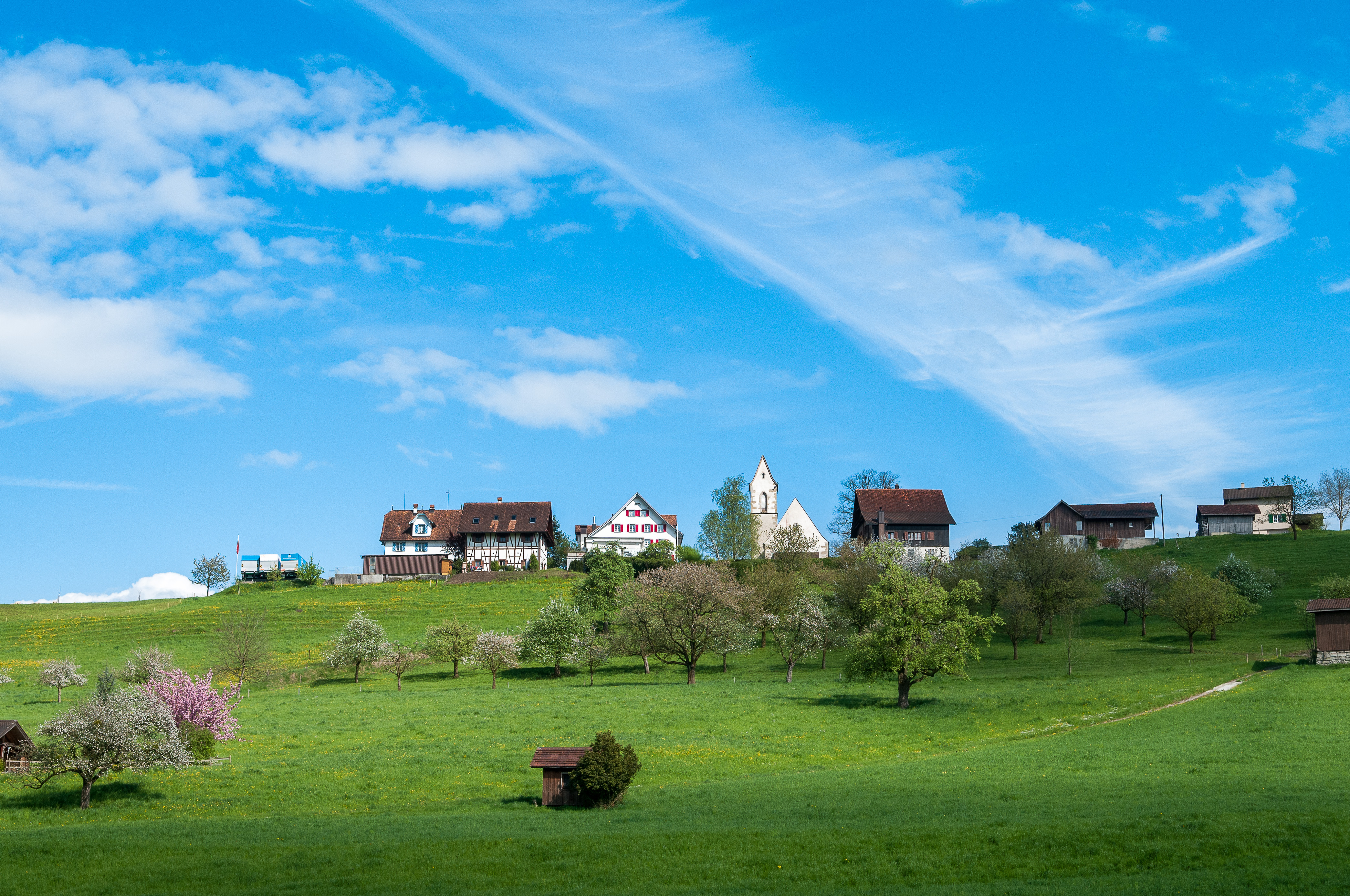
St. Wolfgang, Ansicht Reidhof

### 20. und 21. Jahrhundert
1910 durchbrach die Reuss an verschiedenen Stellen zwischen Drälikon und Stadelmatt den Damm. 1922 wurde das Wasserreservoir auf dem Chnoden eingeweiht. 1933 fand die Einweihung des neuen Schulhauses in Matten statt. 1938 wurde die Sekundarschule eröffnet. 1965 erhielt Hünenberg Anschluss ans Netz der Zugerland Verkehrsbetriebe (ZVB). Die Kläranlage Giessen wurde 1969 ihrer Bestimmung übergeben.
1971 wurden erste Industriebauten im Bösch errichtet. Das Oberstufenschulhaus Ehret B wurde im Jahr 1974 eingeweiht. Der Waldfriedhof konnte seiner Bestimmung übergeben werden. Ausserdem wurde die Autobahn Gisikon-Cham eröffnet.
1975 fand die Einweihung des katholischen Gemeindezentrums und der Kirche Heilig Geist statt, die Kirche St. Wolfgang feierte ihr 500-jähriges Jubiläum.
Die neue Gemeindekanzlei an der Chamerstrasse wurde 1979 eingeweiht, gemeinsam mit einem neuen Postbüro, einer Filiale der Zuger Kantonalbank, Polizeiposten, Metzgerei und einem Lebensmittelgeschäft. Das historische Dorfgasthaus «Degen» wurde 1991 ins Freilichtmuseum Ballenberg verlegt.
1998 wurde Hünenberg «Gemeinde Europas». Seit 2003 besteht eine Partnerschaft mit dem Ort Banska Stiavnica. 2007 wurde in Matten erstmals eine Ganztagesschule eröffnet.
2022 wurde das sanierte und erweiterte Schulhaus Rony nach einer rund dreijährigen Bauzeit feierlich und mit grosser Beteiligung der Hünenberger Bevölkerung eingeweiht.

## Sehenswürdigkeiten
- Nördlich des Dorfes befindet sich die 1475 eingeweihte spätgotische Wallfahrtskirche St. Wolfgang.
- Die um 1173 erstmals urkundlich erwähnte Burg Hünenberg, heute eine Ruine, liegt südwestlich des Dorfes auf einer bewaldeten Anhöhe.
- Die Weinrebenkapelle, die 1762 anstelle eines Kreuzes errichtet wurde
- Reussbrücke Sins–Hünenberg

## Bevölkerung
Bei den Zählungen 1749, 1754 und 1768 waren die heutigen Gemeinden Cham und Hünenberg noch eine gemeinsame Vogtei. Für 1771 gibt es allerdings eine Angabe, die nur das heutige Gemeindegebiet umfasst. Bis 1960 wuchs die Bevölkerung jährlich nur mässig (1771–1960: +73,5 %). Zwischen 1970 und 2010 folgte eine extrem starke Wachstumsphase (1970–2010: +475,1 %), in der aus dem kleinen Dorf eine Agglomerationsgemeinde wurde. Seit 2010 hat sich das jährliche Bevölkerungswachstum stark verringert. Dennoch hat sich die Einwohnerzahl seit 1771 mehr als verelffacht. Dies ist typisch für den Kanton Zug, der wegen der tiefen Steuern und der Nähe zu Zürich in den Jahren seit 1945 ein enormes Bevölkerungswachstum erlebt.
Quellen: HLS Artikel Hünenberg für 1771, Volkszählungen in der Schweiz vor 1850; Bevölkerungsentwicklung der Gemeinden 1850–2000; 2010 ESPOP, 2020 STATPOP

### Sprachen
Die Alltagssprache ist Schweizerdeutsch, eine hochalemannische Mundart. Hinzu kommen Sprachen der Zugewanderten aus anderen Sprachgebieten der Schweiz und des Auslands.

### Religionen – Konfessionen
In früheren Zeiten war die gesamte Bevölkerung Mitglied der römisch-katholischen Kirche. Sämtliche 1'032 Einwohner im Jahr 1850 waren katholische Christen. Bei der letzten klassischen Volkszählung im Jahr 2000 waren von den 6'987 Bewohnern 4'482 oder 64,15 % katholische und 1'454 oder 20,81 % reformierte Christen. Daneben gab es 109 Muslime und 55 orthodoxe Christen. Bereits 536 Personen waren konfessionslos und 173 Menschen machten keine Angaben zu ihrer Konfession.
Die beiden Landeskirchen verlieren rasant Mitglieder. Im Jahr 2022 gehörten (laut Berechnungen des Bundesamts für Statistik) nur noch 49,1 % der Bevölkerung zur Katholischen Kirche und 14,9 % zur Evangelisch-Reformierten Landeskirche. Die Zahl der Konfessionslosen und Muslime ist seit der letzten klassischen Volkszählung 2000 stark gewachsen. Zusammen mit Christen ausserhalb der Landeskirchen, nichtchristlichen Glaubensgemeinschaften und Konfessionslosen stellen sie 36,0 % der Einwohnerschaft.

### Herkunft – Nationalität
Von den Ende 2022 8'948 Personen waren 7'251 Schweizer Staatsangehörige und 1'697 (18,97 %) Menschen anderer Staatsangehörigkeit. Die grössten Zuwanderergruppen kommen aus Deutschland (402 Menschen), dem Vereinigten Königreich (147), Italien (132), Portugal (58), den Niederlanden (57), Spanien (50), Frankreich (45) und Österreich (41).

### Altersstruktur
Die Gemeinde zählt einen hohen Anteil an Leuten im mittleren Alter. Während der Anteil der Personen unter zwanzig Jahren 21,62 % der Ortsbevölkerung ausmacht, sind 18,94 % Senioren (65 Jahre und älter). Die grösste Altersgruppe stellen die Personen zwischen 45 und 59 Jahren. Grund dafür ist die Alterung der Generation der Babyboomer (Jahrgänge bis 1965). Auf 100 Leute im arbeitsfähigen Alter (20–64 Jahre; 5'318 Personen) entfallen 36 Junge (1'935 Personen) und 32 Menschen (1'695 Personen) im Pensionsalter.
Die aktuelle Altersverteilung zeigt folgende Tabelle:
| Alter                                                             | 0–6 Jahre | 7–15 Jahre | 16–19 Jahre | 20–29 Jahre | 30–44 Jahre | 45–59 Jahre | 60–79 Jahre | 80 Jahre und mehr | Einwohner |
| Anzahl                                                            | 592       | 898        | 445         | 902         | 1'629       | 2'189       | 1'865       | 428               | 8'948     |
| Anteil                                                            | 6,62 %    | 10,04 %    | 4,97 %      | 10,08 %     | 18,21 %     | 24,46 %     | 20,84 %     | 4,78 %            | 100 %     |
| Quelle: Bundesamt für Statistik, Bevölkerung nach Alter Ende 2022 |           |            |             |             |             |             |             |                   |           |

## Politik

### Gemeinderat
Der Gemeinderat von Hünenberg besteht aus fünf Mitgliedern und ist wie folgt aufgestellt:
- Renate Huwyler (Die Mitte) – Gemeindepräsidentin, Vorsteherin Präsidiales und Finanzen
- Thomas Anderegg (Die Mitte) – Gemeinderat, Vizepräsident und Vorsteher Bau und Planung
- Claudia Benninger Brun (FDP) – Gemeinderätin, Vorsteherin Soziales und Gesundheit
- Dany Gygli (FDP) – Gemeinderat, Vorsteher Bildung
- Jeffrey Illi (SVP) – Gemeinderat, Vorsteher Sicherheit und Umwelt

Gemeindeschreiber ist Robin Ammann.

### Kantonsratswahlen
Wähleranteile in Hünenberg bei den Kantonsratswahlen 2022 des Kantons Zug: Die Mitte 29,16 %, FDP 22,89 %, SVP 17,83 %, Alternative Liste Grüne (ALG; auf Bundesebene Teil der GPS) 14,59 %, SP 8,21 %, glp 6,33 % und EVP 0,99 %.

### Nationalratswahlen
Bei den Schweizer Parlamentswahlen 2019 betrugen die Wähleranteile in Hünenberg: CVP 24,6 %, SVP 24,6 %, FDP 16,9 %, GPS 19,2 %, SP 7,4 %, glp 6,6 % und EVP 0,7 %.

## Bildung
Die Gemeinde Hünenberg verfügt über die fünf Schulstandorte Ehret A (Kindergarten und Primarschule)/Matten (Tagesschule), Eichmatt (Kindergarten und Primarschule), Kemmatten (Kindergarten und Primarschule), Rony (Kindergarten und Primarschule) und Ehret B/C (Sekundarschule).
Die Oberstufenschüler, die das Gymnasium der Kantonsschule Zug besuchen, müssen dafür in die Stadt Zug.

### Lernende mit Schulort Hünenberg
| Abteilungen                          | 12  | 41  | 11  | 64    |
| Lernende                             | 188 | 661 | 190 | 1'039 |
| Quelle: Fachstelle für Statistik Zug |     |     |     |       |

## Sport und Freizeit
- 1994 realisierte Hünenberg die erste Dreifachturnhalle im Kanton Zug.
- 2003 entstand im Ehret ein Skatepark für Jugendliche.
- Die Freizeit- und Sportanlage Ehret inklusive Fussballplatz wurde 2004 eröffnet.
- 2009 wurde im Rony die erste Baseballanlage der Schweiz eröffnet.
- 2014 schenkte die Gemeinde der Bevölkerung den Hünenberger Themenweg und HüPfad.
- Im Rahmen einer öffentlich-privaten Partnerschaft haben deshalb die Gemeinde und die erwähnte Stiftung im Jahr 2022 bei der Badi Hünenberg eine Outdoor-Fitnessanlage erstellt.

## Wirtschaft
Hünenberg ist Teil der Wirtschaftsregion ZugWest. Die Gemeinde ist Sitz des Clear Channel Schweiz sowie der Odlo Sports Group. Von 1948 bis 2017 wurde von der ETH Zürich eine Forschungsstation im Bereich Nutztierhaltung/Tierzucht auf der Chamau betrieben. 1893 wurde die LANDI Hünenberg, Genossenschaft gegründet, die inzwischen in Landwirtschaftliche Genossenschaft Hünenberg umbenannt wurde. 2024 fusionierte sie mit der LG RIGI, Genossenschaft aus Küssnacht zur LGZ Landwirtschaftliche Genossenschaft Zentralschweiz mit Sitz in Küssnacht. In diesem Zusammenhang ist die einstige Landwirtschaftliche Genossenschaft Hünenberg per 31. Dezember 2023 aus der Fenaco Genossenschaft ausgetreten.
Landwirtschaft und Handwerk waren lange die Hauptwirtschaftszweige in Baar. Nach dem Zweiten Weltkrieg wuchs der Sektor 3 (Dienstleistungsunternehmen) immer stärker. Die Mehrheit der Beschäftigten arbeitete 2021 in Dienstleistungsunternehmen (Sektor 3). Danach folgte der Bereich Industrie und Gewerbe (Sektor 2). Der bis ins 20. Jahrhundert dominierende Bereich Landwirtschaft/Forstwirtschaft/Fischerei (Sektor 1) hat nur noch untergeordnete Bedeutung. Die Zahlen für die drei Sektoren sehen wie folgt aus:
|                                          | 1. Sektor | 1. Sektor    | 1. Sektor         | 2. Sektor | 2. Sektor    | 2. Sektor         | 3. Sektor | 3. Sektor    | 3. Sektor         | Total    | Total        | Total             |
|                                          | Betriebe  | Beschäftigte | Vollzeit- stellen | Betriebe  | Beschäftigte | Vollzeit- stellen | Betriebe  | Beschäftigte | Vollzeit- stellen | Betriebe | Beschäftigte | Vollzeit- stellen |
| Anzahl                                   | 56        | 262          | 184               | 163       | 1'256        | 1'120             | 982       | 5'344        | 3'932             | 1201     | 6'862        | 5'236             |
| Anteil                                   | 4,66 %    | 3,82 %       | 3,51 %            | 13,57 %   | 18,30 %      | 21,39 %           | 81,77 %   | 77,88 %      | 75,10 %           | 100 %    | 100 %        | 100 %             |
| Quelle: Bundesamt für Statistik, STATENT |           |              |                   |           |              |                   |           |              |                   |          |              |                   |

Die Anzahl der männlichen übersteigt die Anzahl der weiblichen Beschäftigten deutlich. Der Grund dafür ist die höhere Erwerbsquote unter den Männern. Eine klar überwiegende Mehrheit der Teilzeitarbeitsverhältnisse werden von Frauen besetzt.
|                                          | 1. Sektor    | 1. Sektor         | 2. Sektor    | 2. Sektor         | 3. Sektor    | 3. Sektor         | Total        | Total             |
|                                          | Beschäftigte | Vollzeit- stellen | Beschäftigte | Vollzeit- stellen | Beschäftigte | Vollzeit- stellen | Beschäftigte | Vollzeit- stellen |
| Frauen                                   | 98           | 53                | 254          | 185               | 2'371        | 1'473             | 2'723        | 1'711             |
| Männer                                   | 164          | 131               | 1'002        | 936               | 2'973        | 2'458             | 4'139        | 3'525             |
| Quelle: Bundesamt für Statistik, STATENT |              |                   |              |                   |              |                   |              |                   |

## Verkehr
Seit Dezember 2004 ist Hünenberg durch die Linie S1 der Stadtbahn Zug an das schienengebundene öffentliche Verkehrsnetz angebunden. Buslinien der Zugerland Verkehrsbetriebe verbinden den Ort mit Cham und Rotkreuz. Cham hat einen Bahnhof an der Bahnstrecke Zug–Luzern. Die Fahrzeit nach Zug beträgt 7 Minuten.
Durch die Gemeinde verläuft die Hauptstrasse 368. Östlich der Ortschaft verläuft die A4/A14.

## Partnergemeinden
Hünenberg unterhält zwei Gemeindepartnerschaften.
- Banská Štiavnica, Slowakei, seit 2004
- Marly FR, Schweiz, seit 2012

## Persönlichkeiten
- Rita Hofer (* 1963), Kantonsrätin (Grüne)
- Andrea Weibel (* 1966), Schriftstellerin